# Lycomimus
Lycomimus is een kevergeslacht uit de familie van de boktorren (Cerambycidae). De wetenschappelijke naam van het geslacht werd voor het eerst geldig gepubliceerd in 1931 door Melzer.

## Soorten
Lycomimus omvat de volgende soorten:
- Lycomimus albocinctus Melzer, 1931
- Lycomimus ampliatus (Klug, 1825)
- Lycomimus formosus (Chemsak & Linsley, 1984)